# Charles de Berlaymont
Pour les articles homonymes, voir Berlaymont.
Charles de Berlaymont, né en 1510 et mort le 4 juin 1578 à Namur, est un noble des Pays-Bas des Habsbourg sous les règnes de Charles Quint (1506-1555) et de Philippe II (1555-1598), baron puis comte de Berlaymont, seigneur de Beauraing, Hierges, Floyon et Péruwelz.
Membre du conseil de régence mis en place pendant l'absence (1550-1551) de la gouvernante des Pays-Bas Marie de Hongrie, sœur de Charles-Quint, il est nommé gouverneur du comté de Namur en 1554, puis fait chevalier de l'ordre de la Toison d'or en 1555.
Sous la régence de Marguerite de Parme, gouvernante à partir de 1559, après le retour de Philippe II en Espagne, il est avec Antoine Perrenot de Granvelle et Viglius van Aytta un des trois conseillers considérés comme dévoués au roi d'Espagne et accusés de former un conseil de gouvernement occulte. Il joue un rôle important au début du soulèvement des Néerlandais contre la politique de Philippe II à partir de 1566. Il serait notamment l'auteur de la qualification de « gueux » appliquée aux pétitionnaires venus présenter le Compromis des Nobles à Marguerite de Parme le 5 avril 1566 et reprise immédiatement par les intéressés eux-mêmes (« Banquet des Gueux »), puis par les insurgés à partir de 1568 (par ex., les « gueux de mer »).
Son titre de « baron de Berlaymont » renvoie à la localité de Berlaimont, aujourd'hui située en France, dans le département du Nord, à 10 km au sud-ouest de Maubeuge, à l'époque dans le comté de Hainaut.

## Biographie

### Origines familiales et formation
Charles est le fils de Michel de Berlaymont et de Marie de Berault.

### Carrière sous Charles Quint et Philippe II
Il fait partie d'un conseil de régence sous Marie de Hongrie de 1550 à 1551.

Quand Philippe II quitte les Pays-Bas, il nomme Charles de Berlaymont comme conseiller particulier de Marguerite de Parme, demi-sœur de Philippe II, régente et gouverneur général de 1559 à 1567. Avec Viglius d'Aytta et le cardinal de Granvelle, ils formeront à trois la Consulte, un conseil qui prendra de plus en plus de pouvoir par rapport aux autres conseils.

Charles de Berlaymont est chef des finances des Pays-Bas espagnols et siége dans le conseil d'Etat. Il est également gouverneur et souverain bailli du pays et comté de Namur.

### La crise de 1566 et la révolte des Gueux
Lorsqu'en 1566, Henri de Brederode et Louis de Nassau, à la tête de 300 gentilshommes, se présentent au palais de Bruxelles devant Marguerite de Parme pour lui présenter le Compromis des Nobles qui réclame, notamment, l'abolition de l'inquisition, Berlaymont aurait prononcé cette phrase célèbre : « Madame, ce ne sont là que des Gueux ! ». Mot imprudent car les gueux en question en font un sujet de fierté, l'utilisant au cours d'un banquet tenu à Bruxelles, dans l'hôtel de Brederode, au cours duquel, déguisés en mendiants, ils renouvellent leur serment à Philippe, se proclamant « En tout fidèles au roy jusques à porter la besace », tout en contestant sa politique.
L'hostilité envers le pouvoir engendra dans un premier temps une convergence de la rébellion entre les protestants et les protestataires catholiques.
Au printemps 1567, à la suite de la furie iconoclaste, Philippe II envoie aux Pays-Bas Ferdinand Alvare de Tolède, duc d'Albe, pour rétablir l'ordre et appliquer sa politique de répression de la Réforme. C'est le début de la révolte des Gueux.

### Sous le gouvernorat du duc d'Albe
Le duc d'Albe arrive le 23 août 1567 à Bruxelles, fait arrêter le 9 septembre les deux conseillers d'État de l'opposition présents à Bruxelles, les comtes d'Egmont et de Hornes et institue le Conseil des troubles, qui tient sa première séance le 20 septembre 1567. Charles de Berlaymont est un des membres du conseil, présidé par le duc d'Albe, avec deux vice-présidents, Juan de Vargas et Louis del Rio. Charles de Berlaymont refuse de participer aux procès des comtes d'Egmont et de Hornes.

Marguerite de Parme demande alors à être relevée de sa fonction et le duc d'Albe devient gouverneur général.
Egmont et de Hornes sont condamnés à mort par le Conseil des troubles le 4 juin 1568 et exécutés le lendemain, peu après la première offensive des insurgés sous la direction de Guillaume d'Orange, qui s'était dès avril 1567 réfugié en Allemagne.
Les Gueux sont vaincus en 1568, mais reprennent l'offensive en 1572 et s'implantent en Hollande et Zélande. Fin 1573, le duc d'Albe est remplacé par Luis de Requesens.

### Sous le gouvernorat de Luis de Requesens
À partir de l'arrivée de Requesens, le Conseil des troubles cesse de prononcer des condamnations à mort.
La mort de Requesens en mars 1576 ouvre une période de crise, alors que l'armée espagnole aux Pays-Bas n'est plus payée et que le pouvoir est exercé par le Conseil d'État, puis par les États généraux.

### La crise des années 1576-1578
Le Conseil d'État dissout le Conseil des troubles le 14 mai 1576. Le 30 septembre, les États de Brabant et le Magistrat de Bruxelles font arrêter les membres du Conseil d'État et attribuent le pouvoir aux États généraux. Au début de novembre a lieu le sac d'Anvers par l'armée espagnole, qui provoque une « union nationale » anti-espagnole sous la forme de la pacification de Gand, qui réunit les catholiques opposants à Philippe II et les insurgés de Guillaume d'Orange.
Le nouveau gouverneur général, don Juan d'Autriche, demi-frère du roi d'Espagne, arrivé le 4 novembre 1576 à Luxembourg, doit négocier avec le nouveau pouvoir son entrée à Bruxelles, qui n'aura lieu qu'en mai 1577.
À la mort de Charles de Berlaymont, alors qu'il est gouverneur de Namur, le gouverneur général fait célébrer de magnifiques funérailles en cette ville où se prépare une offensive contre les troupes des États généraux. Mais il meurt lui-même quelques mois plus tard (30 octobre), l'armée étant frappée par une épidémie.

## Mariage et descendance
Charles de Berlaymont épouse vers 1540 Adrienne de Ligne-Barbençon (ca. 1515-1563), de la maison de Ligne, dont il aura notamment :
- Gilles de Berlaymont (ca. 1540 - 1579), seigneur de Hierges ; partisan de Philippe II, comme son père ; conseiller d'État (1577) ; gouverneur de plusieurs des Dix-Sept Provinces ; tué lors siège de Maastricht en 1579.
- Louis de Berlaymont (1542 - 1596), archevêque de Cambrai, protonotaire apostolique, prévôt de Saint-Servais à Maastricht, chanoine du chapitre de Saint-Lambert à Liège.
- Lancelot de Berlaymont, seigneur de Beauraing, qui épousa Marie de Brimeu, nièce de Charles de Brimeu.
- Florent de Berlaymont (ca. 1550 - 1626), comte de Berlaymont, seigneur de Floyon, chevalier de la Toison d'or ; gouverneur du comté de Namur, du comté d'Artois, du duché de Luxembourg, et, jusqu'à la sécession des Provinces-Unies en 1581, du duché de Gueldre.
- Claude de Berlaymont (1550 - 1587), seigneur de Hautepenne, gouverneur de Bréda.
- Adrienne de Berlaymont (? - 1582), épouse de Jean de Brandenbourg ; elle reconstruit le château de Walzin après sa destruction en 1554 par le duc de Nevers.
- Yolande de Berlaymont (1560-?)
- Marie de Berlaymont (?)